# Guy Gilles
Guy Gilles (25 de agosto de 1938 – 3 de febrero de 1996) fue un director cinematográfico de nacionalidad francesa.

## Biografía
Nacido en Argel, Argelia, su verdadero nombre era Guy Chiche. Cambió su nombre por Gilles, inspirándose en el nombre de su madre, Gilette. Dirigió su primer corto, Soleil éteint, en 1958. Tras estudiar Bellas Artes, se mudó a París, donde trabajó como ayudante de François Reichenbach en 1964.
Su primer largometraje, L'Amour à la mer (1962), estaba interpretado por Juliette Greco, Romy Schneider y Jean-Pierre Léaud. En muchas de sus películas actuó Patrick Jouané. 
Gilles trabajó también en la televisión, con producciones como Dim, Dam, Dom y Pour le plaisir.
Su relación romántica con Jeanne Moreau parece haber inspirado la película Absences répétées, galardonada con el Premio Jean Vigo en 1973, y en la cual la actriz interpreta la canción.
Hélène Martin le pidió rodar un documental sobre Jean Genet, Saint, poète et martyr. Fue estrenado en un festival de cine gay organizado por Lionel Soukaz en 1978, siendo la cinta atacada por un grupo fascista que hirió al director.
Entre sus últimas películas se incluye Le Crime d'amour (1982), con Richard Berry y Jacques Penot, y  Nuit docile (1987). 
Guy Gilles contrajo el sida a finales de los años 1980 y, con dificultades en la producción, hubo de luchar para conseguir completar Néfertiti, la fille du soleil en 1994, film que se estrenó en 1996, año de su muerte, ocurrida en París. 
En julio de 2003 se presentó una retrospectiva sobre el cineasta en el 31.er Festival Internacional de Cine de La Rochelle.
Gilles era hermano del periodista y director Luc Bernard, y primo del compositor Jean-Pierre Stora.

## Filmografía

### Cine
Cortometrajes
- 1956 : Les chasseurs d'autographes
- 1958 : Soleil éteint
- 1959 : Au biseau des baisers
- 1961 : Mélancholia
- 1964 : Journal d'un combat
- 1965 : Paris un jour d'hiver
- 1966 : Les cafés de Paris
- 1966 : Chanson de gestes
- 1966 : Le jardin des Tuileries
- 1966 : Les cafés de Paris
- 1967 : Un dimanche à Aurillac
- 1971 : Côté cour, côté champs
- 1976 : Montreur d'images

Largometrajes
- 1965 : L'Amour à la mer
- 1968 : Au pan coupé
- 1970 : Le Clair de Terre
- 1972 : Absences répétées
- 1975 : Le Jardin qui bascule
- 1982 : Le Crime d'amour
- 1987 : Nuit docile
- 1994 : Néfertiti, la fille du soleil

### Televisión
- 1965 : Ciné Bijou
- 1966 : Pop'âge
- 1967 : Festivals 1966 Cinémas 1967
- 1969 : Vie retrouvée
- 1969 : Le Partant
- 1971 : Proust, l'art et la douleur
- 1974 : Saint, poète et martyr
- 1975 : La Loterie de la vie
- 1975 : La Vie filmée : 1946-54
- 1983 : Où sont-elle donc ?
- 1984 : Un garçon de France
- 1992 : Dis papa, raconte-moi là-bas
- 1994 : La Lettre de Jean

### Actor
- 1960 : Tire-au-flanc 62, de Claude de Givray y François Truffaut
- 1965 : L'Amour à la mer (también director)
- 1972 : What a Flash!, de Jean-Michel Barjol
- 1977 : Le Théâtre des matières, de Jean-Claude Biette

## Galardones

### Premios
- Premio Jean Vigo en 1973 por Absences répétées

### Nominaciones
- Premios César 1978: nominado al César al mejor cortometraje documental por La Loterie de la vie